# كيلي شيفر
كيلي شيفر (بالإنجليزية: Kelly Schafer)‏ هي لاعبة كرلنغ بريطانية، ولدت في 8 أبريل 1981 في دندي في المملكة المتحدة.

## وصلات خارجية
- كيلي شيفر على موقع الاتحاد الدولي للكرلنغ (الإنجليزية)
- كيلي شيفر على موقع اللجنة الأولمبية الدولية (الإنجليزية)
- كيلي شيفر على موقع أوليمبيديا (الإنجليزية)
- كيلي شيفر على موقع اللجنة الأولمبية البريطانية (الإنجليزية)